# HD 173416
HD 173416は、地球からこと座の方向に約430光年離れた位置にある6等級の恒星である。

## 概要
HD 173416はスペクトル分類G8型の黄色巨星で、太陽の1.8倍の質量に対して半径は13倍にまで膨張している。光度は太陽の80倍にもなっている。
2009年に中国・興隆県にある興隆観測基地と岡山県にある岡山天体物理観測所で行われたドップラー分光法（視線速度法）による観測で、HD 173416を公転する太陽系外惑星HD 173416 bが発見された。HD 173416 bは1年弱の公転周期で軌道を公転しており、下限質量は木星の2.7倍とされている。
| 名称 （恒星に近い順） | 質量          | 軌道長半径 （天文単位） | 公転周期 (日) | 軌道離心率  | 軌道傾斜角 | 半径 |
| --------------------- | ------------- | ----------------------- | ------------- | ----------- | ---------- | ---- |
| b                     | ≥2.7 ± 0.3 MJ | 1.16 ± 0.06             | 323.6 ± 2.2   | 0.21 ± 0.04 | —          | —    |

## 名称
2019年、世界中の全ての国または地域に1つの系外惑星系を命名する機会を提供する「IAU100 NameExoWorldsプロジェクト」において、HD 173416系は中国（China Nanjing）に割り当てられる惑星系となった。このプロジェクトは、「国際天文学連合100周年事業」の一環として計画されたイベントの1つで、中国国内での選考、国際天文学連合 (IAU) への提案を経て太陽系外惑星とその主星に固有名が承認されるものであった。2019年12月17日、IAUから最終結果が公表され、HD 173416はXihe（羲和）、HD 173416 bはWangshu（望舒）と命名された。これらは古代中国神話からの天の神の名前に由来しており、Xiheは古代中国で太陽を生んだとされる女神「羲和」 (zh:羲和 (神氏)) に、Wangshuは月の神を乗せた車の御者で、月を象徴する女神「望舒」に、それぞれちなんで名付けられた。